# Go A
Go_A este o formație ucraineană de muzică electro-folk⁠(d), fondată în 2012. A fost aleasă să reprezinte Ucraina la Concursul Muzical Eurovision 2020 din Rotterdam, Țările de Jos, cu piesa „Solovei⁠(d)”. Concursul a fost anulat din cauza pandemiei de COVID-19, iar trupa a evoluat în 2021, de data aceasta cu cântecul „Șum”. În finală, Go_A a luat locul 5.

## Istorie
Ideea de a înființa o formație care să combine muzica electronică modernă cu motive etno i-a venit muzicianului Taras Șevcenko în 2011. Primele colaborări ale sale cu alți muzicieni au avut loc în 2012. La sfârșitul acelui an, în decembrie, a fost lansată prima piesă, „Koleada” (Коляда).
Denumirea trupei semnifică „întoarcerea la rădăcini”, fiind construită prin combinarea cuvântului englezesc „Go” (în acest context se traduce ca „Hai [cu / la]”) cu litera greacă „Alfa”, care simbolizează începutul.
Trupa a devenit faimoasă odată cu lansarea single-ului „Vesneanka” (Веснянка), cu care a câștigat competiția națională „The Best Track in Ukraine 2015”. Piesa a dominat clasamentul „10Dance” al postului de radio Kiss FM din Ucraina timp de șase săptămâni și a fost distinsă cu premiul „Descoperirea anului” de același post de radio.
În toamna anului 2016, Go_A și-a lansat albumul de debut Idî na zvuk (Іди на звук; „Urmează sunetul”) la Moon Records⁠(d). Albumul este compus din zece melodii, inclusiv „Vesneanka”. La începutul anului 2017, a fost lansat single-ul de Crăciun „Șcedrîi vecir” (Щедрий вечір) în colaborare cu Katya Chilly⁠(d).

## Eurovision

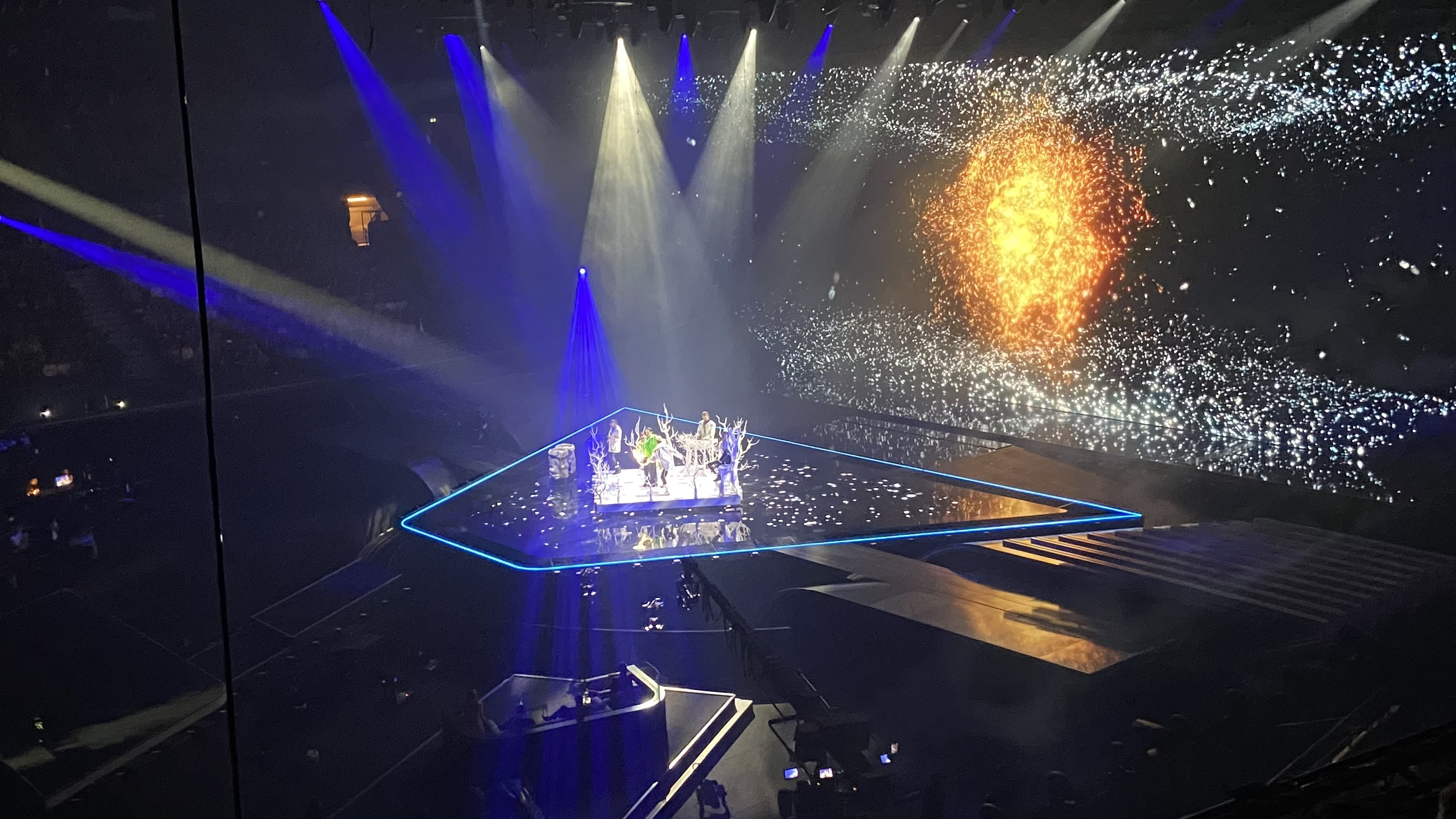
Evoluția formației în prima semifinală a Eurovision 2021

Go_A s-a numărat printre cei 16 concurenți din selecția națională ucraineană a concursului Eurovision 2020, cu piesa „Solovei⁠(d)”. Trupa a evoluat în prima semifinală, care a avut loc la 8 februarie, și s-a clasat pe locul doi, calificându-se astfel în finală. Aceasta din urmă s-a desfășurat la 22 februarie, iar formația a câștigat atât votul publicului, cât și cel al juriului. Astfel, Go_A a fost aleasă ca reprezentanta Ucrainei la Eurovision 2020, planificat în luna mai. La 18 martie 2020, însă, concursul a fost anulat din cauza pandemiei de COVID-19. În aceeași zi, canalul de televiziune UA: PBC⁠(d) a anunțat că formația va reprezenta țara în 2021.
La 4 februarie 2021, s-a anunțat că piesa cu care va evalua se numește „Șum”. Formația a evoluat în prima semifinală și a fost promovată. În finală, care a avut loc la 22 mai 2021, Go_A a luat locul 5, acumulând un total de 361 de puncte. Dintre acestea, 267 de puncte au fost oferite de telespectatori, acesta fiind al doilea cel mai apreciat cântec în televoting.

## Discografie

### Albume
| Titlu      | Detalii                                                                                     |
| ---------- | ------------------------------------------------------------------------------------------- |
| #Idinazvuk | - Lansat: 1 noiembrie 2016 - Format: Descărcare digitală - Casă de discuri: Moon Records⁠(d) |

### Discuri single
| Titlu           | An   | Album |
| --------------- | ---- | ----- |
| „Șcedrîi vecir” | 2017 | N/A   |
| „Rano-ranenko”  | 2019 | N/A   |
| „Solovei⁠(d)”    | 2020 | N/A   |
| „Șum”           | 2021 | N/A   |